# Герб лондонського району Барнет
Герб лондонського округу Барнет — офіційний герб лондонського округу Барнет. Його було надано 1 січня 1965 року.

## Дизайн
Герб значною мірою заснований на гербі Гендона з доповненнями для інших міст, які злилися з ним. Агнець, який емблематичний як «Агнець божий», у гербі несе прапор з хрестом. Ягня, яке стоїть на пагорбі на блакитному полі, взято безпосередньо з герба Гендона, де воно символізує походження назви Гендон, «у високому знизу». Символ був використаний Гендоном з моменту створення місцевої ради міста в 1879 році. Глава походить від герба Східного Барнета, де троянди позначають воюючі сторони у битві під Барнетом під час Війни Троянд. Саксонська корона між трояндами взята з герба ради графства Міддлсекс, як посилання на той факт, що значна частина цього лондонського району колись була частиною цього графства.
Крилатий гвинт на гербі з герба району Гендон вказує на зв'язки колишнього району з авіацією, оскільки там розташовувався штаб Королівських ВПС. Мечі з пристрою УДК Барнета та герб УДК Східного Барнета є посиланням на битву при Барнеті, як і троянди в главі.
Щитотримачі подібні до тих, що використовувалися в муніципальному районі Фінчлі, але вони були природного кольору, а не срібні. Лев походить від родини Комптонів, колишніх власників садиби Фінчлі, тоді як олень символізував дичину, на яку колись полювали монархи родини Тюдорів у лісах цієї місцевості. Можливо, олень також належить до щитотримачів Харта в гербі Ради графства Хартфордшир; до 1965 року міста Барнет і Іст Барнет були розташовані в Хартфордширі. На обох щитотримачах є хрести, символи лицарів госпіталю Св. Іоанна Єрусалимського, які утримували стародавній монастирь у Фрірн-Барнет.
Девіз «unitas efficit ministerium» на латині означає «єдність виконує служіння».